# トラウトマンスドルフ城

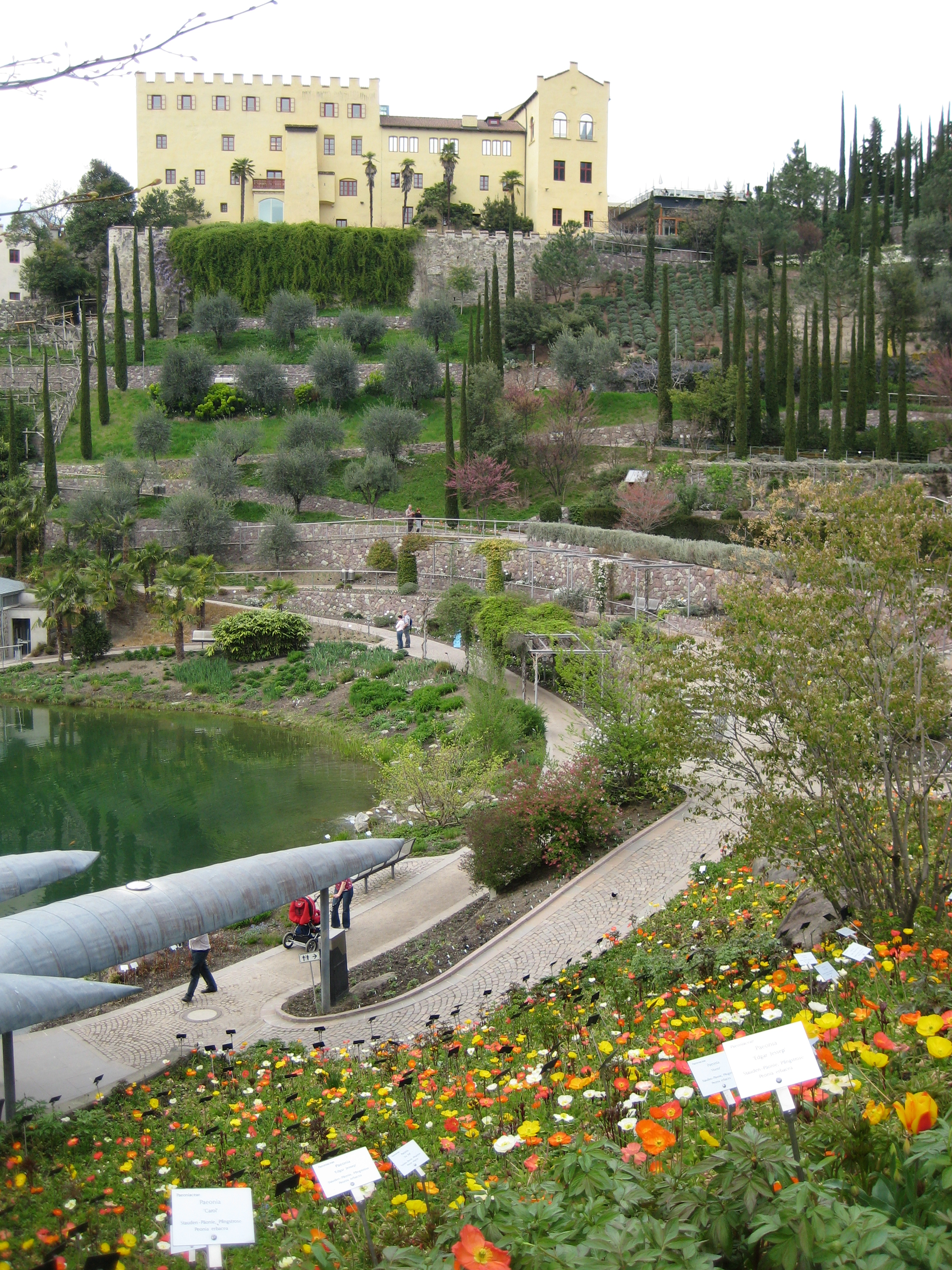

トラウトマンスドルフ城（イタリア語:Castel Trauttmansdorff、ドイツ語:Schloss Trauttmansdorff）は、イタリアのボルツァーノ県（南チロル）、メラーノ市街の東の外れにある城である。建物は観光博物館「Touriseum（de）」となっている。周囲の庭園は2001年にメラーノ植物園（トラウトマンスドルフ城庭園）として開園した。オーストリア皇妃エリーザベト（シシィ）が療養のために滞在した城として知られている。

## 歴史
1300年頃、現在と同じ場所に小規模の城砦が建設され、ノイベルク（Neuberg）と呼ばれるようになった。1543年にトラウトマンスドルフという貴族が城を購入、その息子フランツの代に大規模な拡張が行われた。しかし、一族の血筋が途絶えて、城は荒れ果ててしまう。1777年には塔が倒壊し、礼拝堂が破壊された。
1846年、メラーノのシュタイアーマルク伯ヨーゼフ・フォン・トラウトマンスドルフは、150年前に遠縁の者が放棄して廃墟と化していた城を買い取った。ヨーゼフによる城の拡張の際にネオ・ゴシック様式が取り入れられ、以後の南チロル地域におけるネオゴシック様式の城のモデルとなった。帝国騎士モーリッツ・フォン・レオンが跡を継ぐが、彼はヨーゼフの庶子であったようである。
1870年、オーストリア皇妃エリーザベトは、療養のために訪れたメラーノでの宿にこの城を選んだ。エリーザベトの娘ギーゼラやマリー・ヴァレリーが最上階に泊まった。到着から数週間でオーストリアの新聞がマリー・ヴァレリーの回復を報じたことから、メラーノは温泉の町として有名になってゆく。エリーザベトたちは1889年にも城を訪れている。
エリーザベトを城に迎えたモーリッツであるが、彼は城を含めた全ての資産を売却しなければならなくなった。買い取ったのはキッツィンゲンのフリードリヒ・フォン・ドイスターである。彼は果樹園と庭園を城の新しい顔にしようと整備を始めるが、第一次世界大戦が勃発、南チロルは最前線となったため、その活動は中止されることになった。
第一次大戦後、城はファシズムの手に渡った。戦役者支援基金「オペラ・ナチオナーレ・コンバッテンティ」のものとなり、「カステル・ディ・ノヴァ（Castel di Nova）」と呼ばれるようになった。第二次世界大戦中はドイツ軍が城を使用した。
第二次大戦後、城は売りに出されたが、1977年に基金が解散したときにもまだ買い手がつかなかったため、南チロル行政府が引き受ける。1990年代になってようやく決まった利用方法は、建物を博物館として公開し、周囲を植物園にするというものだった。12ヘクタールの敷地には、森の庭、太陽の庭、水とテラスの庭、南チロルの風景、という4つのエリアが設定されていて、自由に散策できるようになっている。生きている化石と言われるオーストラリア原産のウォレミマツが、鉄格子で厳重に守られているのが見ものである。